# Empire (PLATO)
Empire és un videojoc d'ordinador programat per al sistema PLATO el 1973. És significatiu per ser prou probablement el primer videojoc shoot 'em up multijugador en xarxa. També pot ser el primer videojoc d'acció multijugador en xarxa (encara que Maze War és una altra possibilitat per a aquesta distinció).